# Баянзаг
44°08′19″ пн. ш. 103°43′40″ сх. д. / 44.1385° пн. ш. 103.727778° сх. д.
Баянзаг (монг. Баянзаг, букв. «багатий на саксаул», або Улаан Ерег — червоні скелі) — район гірської гряди пустелі Гобі, в аймаку Умнеговь, Монголія. Тут було виявлено важливі викопні знахідки. Цей район найбільш відомий як місце знахідки яєць динозаврів. Інші знахідки в цьому місці включають рештки велоцираптора і плацентарних ссавців.
У 1946 році по території Баянзага проходила Перша Монгольська експедиція АН СРСР 1946 року під керівництвом І. А. Єфремова

## Назва
У англійській літературі поширена назва Flaming Cliffs («палаючі скелі»), що пішла від яскраво-помаранчевої породи скель, і присвоєна американським палеонтологом Роєм Ендрюсом, який побував тут у 1920-х роках під час експедиції Американського музею природної історії. Монгольська назва стосується того, що рясно росте в цих місцях саксаул. Піщані скелі особливо на заході мають яскравий червоний або помаранчевий колір.

## Відомі динозаври
Ящеротазові тероподи

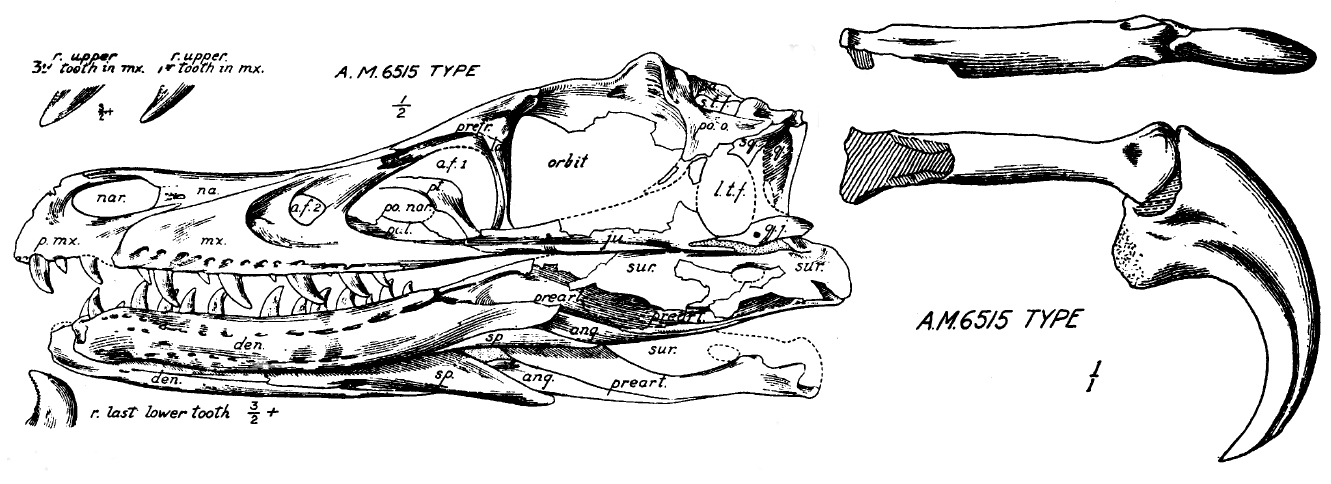
Типовий екземпляр черепа велоцираптора, знайдений в 1924 році Генрі Осборном, довжина черепа близько 17 см

- Орнітомімозаври: галлімім, дейнохейрус?
- Тиранозаврові: аліорам, тарбозавр
- Дромеозавриди: велоцираптор, заурорнітоїдес, мононіхус
- Теризинозаври: теризинозавр, дейнохейрус?
- Овірапторові: овіраптор
- Гадрозаврові: завролофи
- Протоцератопсиди: протоцератопси